# Владимир Лењин
Владимир Иљич Уљанов Лењин (рус. Влади́мир Ильи́ч Улья́нов Ле́нин, послушајⓘ; Симбирск, 22. април 1870 —  Бољши Горки, Сухановска волост, Подолски округ, Московска губернија,  РСФСР, СССР. 21. јануар 1924) био је руски револуционар, државник, филозоф и публициста; предводник Октобарске револуције 1917. у Русији; оснивач прве Комунистичке партије и Коминтерне; утемељивач Руске Совјетске Федеративне Социјалистичке Републике и Совјетског Савеза. За време његове власти Руска Империја је распуштена и замењена Совјетским Савезом, једнопартијском социјалистичком државом; индустрија и друге привредне гране су национализоване и уведене су широке друштвене реформе. Његови теоријски доприноси марксистичкој мисли су познате као лењинизам, који заједно са марксистичком економском теоријом се заједно назива марксизам-лењинизам. Лењинова филозофија, демагогија и државнички систем ће имати велики утицај на двадесети век чиме се он сам може назвати једном од истакнутих политичких фигура које су обележиле ту епоху, својим револуционарним, политичким и филозофским радом је оставио дубок значај за потоње државнике који ће гајити постхумно његов култ личности, у неким срединама чак и фанатично. Владимир Лењин је једна од најважнијих личности целокупне руске историје, али и контроверзна фигура модерне светске историје. Као први следбеник марксизма у државним круговима и великим круговима самога друштва, постао је зачетник манифеста идеологије комунизма која ће утицати на двадесети век и политичка превирања у њему.
Владимир Лењин је рођен у богатој породици средње класе у Симбирску. Лењин се заинтересовао за револуционарне левичарске политике након погубљења брата Александра 1887. Био је избачен са државног казањског универзитета због учествовања у антицаристичким протестима. Посветио се следећим година праву и радикалној политици и постао је марксиста. Преселио се у Санкт Петербург 1893. и постао је висока фигура у Руској социјалдемократској партији. Ухапшен је за подстицање побуне и протеран у Сибир на три године. Оженио се Надеждом Крупскајом и побегао је у западну Европу. Живео је у Немачкој, Француској, Енглеској и Швајцарској и постао је познат као истакнути партијски теоретичар. У 1903. имао је кључну улогу у подели Руске социјалдемократске партије, предводећи бољшевичку фракцију против мењшевика Јулијуса Мартова. На кратко се вратио у Русију током револуције 1905. Подстицао је насилну побуну и касније је водио кампању да се Први светски рат преобрази у европску пролетерску револуцију. Након што је Фебруарском револуцијом збачен цар Николај II, Лењин се вратио у Русију.
Лењин је играо важну улогу у вођењу Октобарској револуцији 1917, која је водила до збацивања Привремене владе и оснивања Руске Социјалистичке Федеративне Совјетске Републике, прве социјалистичке државе на свету. Одмах након тога, нова влада под Лењиновим вођством је кренула да уводи социјалистичке реформе, међу којима је пренос племићких и крунских земаља на радничке совјете. Подржавао је светску револуцију и тренутни мир са Централним силама, приставши на тешки Брест-литовски мир којим је предао Немачкој значајне делове бивше Руске Империје. Мир је поништен након што су Савезници победили у рату. Лењин је 1921. предложио Нову економску политику, којим је започета индустријализација и обнова након грађанског рата. РСФСР је 1922. ујединила са бившим територијама Руске Империје у Совјетски Савез, а Лењин је изабран за његовог вођу.

## Детињство и младост
Његово породично презиме је Уљанов, а публицистички и револуционарни псеудоним му је Лењин (у почетку Волгин, Николај Лењин, касније В. И. Лењин) по сибирској реци Лени.
Лењин потиче из угледне породице — отац Иља Николајевич је био управник школског одбора у Симбирску, носилац Реда Станислава прве класе и племић (са добијеним правом наслеђа) четвртог од четрнаест редова руског племства. Мајка Марија Александровна Бланк је била образована жена, кћи лекара. Њен отац је био јеврејског порекла, али се преобратио у хришћанство. Лењин је имао је два брата и три сестре, и сви су, осим једне сестре, постали професионални револуционари.
Лењинов отац је умро 1886. године, а старији брат Александар, коме је дечји сан био да постане комунистички вођа, је обешен 1887. због учествовања у неуспешном покушају атентата на цара Александра III. Породица Уљанов је напустила место пребивалишта и преселила се у Казањ, где је Лењин исте године уписао студије права на Казањском универзитету. Након учествовања у студентским демонстрацијама (премда је истрага показала да су његова улога и значај у организацији и току демонстрација непостојећи), избачен је са универзитета (што су власти експлицитно образложиле чињеницом да се ради о брату погубљеног Уљанова) и протеран у село Кокушкино, где је провео око годину дана.

## Школовање револуционара
Године 1889, породица Уљанов се преселила у Самару, где је Владимир провео око четири године. У пролеће 1890. добио је дозволу за приватно полагање права на Санктпетербуршком универзитету, а већ у јесен 1891. дипломирао је као најбољи студент. 
У јесен 1893. настанио се у Санкт Петербургу, где је 1895. учествовао у уједињавању санктпетербуршких марксиста у јединствену организацију — Савез борбе за ослобађање радничке класе. Организација је била разбијена крајем 1895. године, а ухапшени Лењин је провео годину дана у затвору, а потом је осуђен на трогодишње прогонство у сибирско село Шушенскоје у Минусинском округу. Тада је написао познату студију Развој капитализма у Русији, у којој је покушао да докаже да капитализам убрзано уништава сеоску општину и ствара сеоски пролетаријат, који може постати савезник малобројног индустријског радништва у Русији.

## Емиграција и руски раднички покрет
Из затвора је пуштен јануара 1900. године, након чега је убрзо емигрирао у Швајцарску. Тамо је, заједно са Георгијем Плехановом и Јулијем Мартовом, издавао недељник Искра. Осниваче руске социјалдемократије, марксистичке ортодоксе Георгија Плеханова и Павела Акселрода, Лењин је срео још 1895. у Женеви.
У то време је била актуелна борба с ревизионизмом Едуарда Бернштајна, немачког социјалдемократе и извршиоца Енгелсове поруке, који је саветовао социјалистима оријентацију на синдикалну борбу и побољшање општих животних услова радничке класе кроз постепене друштвене реформе и стварање широког савеза радничке класе с грађанском либералном демократијом. Сви водећи представници тадашње социјалдемократије, која је Марксову критику политичке економије, као и општу друштвено-историјску филозофију, сматрала теоријским темељем свог деловања (Роза Луксембург, Георгиј Плеханов, Антонио Лабриола, Август Бебел, Клара Цеткин...) окомили су се на Бернштајнову ревизионистичку тезу која је постала извор будуће умерене западноевропске социјалдемократије која се одмакла од Марксове теорије. Према доступним подацима, иако се Лењин слагао с њима у главним теоријским и стратешким питањима, преко воље је прихватио зацртану стратегију сарадње са либералним странкама.
Искру је уређивао заједно са ветеранима руског социјалдемократског покрета (Георгиј Плеханов, Павел Акселрод, Вера Засулич) и млађим колегама, од којих је најзначајнији био Јулиј Мартов, будући вођа мењшевика и, по мишљењу многих, једини пријатељ кога је Лењин икада имао. Новине су кријумчарене у земљу, али њихов утицај није био велики.

## Обликовање Лењинових теорија
Међу марксистима су дуго трајали спорови о природи лењинизма. Према совјетској службеној доктрини, то је био марксизам par excellence. Лењинови противници су, пак, наглашавали руску традицију — према тим ставовима је Лењин у руху марксизма оживео руску волунтаристичко-терористичку традицију епитомизирану у Петру Ткачеву. Узму ли се Марксови текстови, дела најистакнутијих марксистичких ортодокса из доба Друге Интернационале и спорови између Лењина и идеолошких противника, видно је следеће: Лењинова верзија марксизма добрим је делом утемељена у Марксовој мисли и (ако не у целости, сасвим сигурно у деловима) чини једну од легитимних варијанти марксизма. Она није једина ни једино нужна. „Креативна“ је у великој мери, и то понајвише у тачкама у којима се револуционарни активиста Лењиновог кова није могао задовољити општом и у детаљима недовољно прецизираном обрадом практичних питања у делу оснивача. Будући да Марксови текстови не дају одговоре на многа конкретна питања револуционарне борбе, Лењин је иновирао доктрину узимајући елементе из руске предмарксистичке револуционарне традиције. Међутим, није тиме прихватио ниједну главну идеју Херзена, Черњишевског, Њечајева, Михајловског или Бакуњина: домородна руска бунтовничка традиција упрегнута је у марксизам у којем није било идеализације сељаштва, жеље да се сачува патријархална сеоска општина, изведу друштвене промене преко аката индивидуалног терора или „прескочи“ капитализам (за који је сам Лењин ионако тврдио да је већ увукао Руску Империју у свој друштвено-економски систем). Већина историчара марксизма (Лесзек Колаковски, Џон Пламенац, Роберт Такер) се слаже у тврдњи да је Лењин у раздобљу од 1901. до 1903. обликовао сопствену верзију марксизма, која се у трима тачкама разликује од главне теоријске струје у доба Друге интернационале и која се показала изузетно успешном у борби за власт.
Први значајнији отклон од стандардне марксистичке теорије онога доба је Лењинова теорија партије. У књизи Шта да се ради? (рус. Что делат, 1902) Лењин је напао доктрину „економизма“ — руску варијанту британског синдикализма која је раднички покрет поистоветила са покретом радника. Таква формулација није остављала простора за авангардну улогу партије (комунистичке — тада се још звала социјалдемократска), нити за свесно преобликовање друштва према револуционарном обрасцу Марксове и Енгелсове теорије. Лењин је добро уочио да радничка класа не хаје за грандиозне идеје социјалистичких визионара, него је оријентисана пре свега на побољшање животних услова. Или, по фразеологији онога времена: „радничка класа може производити само буржоаску свест“. Сам је Лењин у више наврата тако устројену авангарду партијских активиста упоредио са исусовцима („Ми смо младотурци комунистичке револуције с нечим језуитским у себи...“), најагилнијим редом католичког прозелитизма. Историјске околности које су довеле до тих формулација су: на 2. конгресу Партије 1903. дошло је до раскола на радикалну левицу или бољшевике, и на демократскији оријентисану средњу струју или мењшевике. Главна тачка спора је била управо улога Партије и њен утицај. Док су мењшевици жељели масовнију, демократску, идеолошки хетерогенију и шире засновану социјалдемократску странку, налик већ постојећима у западној Европи — Лењин је замислио социјалистичку партију као организацију професионалних револуционара: идеолошки монолитног поседника „исправне“ доктрине и теоријске свести. По њему, будући да је власник и носилац аутентичне пролетерске свести, партија је фактички независна у расположењу и идејним превирањима у стварном пролетаријату. Тако заснована партија је, по Лењиновом мишљењу, најбољи и адекватни тумач аутентичних интереса пролетаријата — шта год емпиријски пролетаријат о томе мислио. Штавише: лењинистичка партија не само да „исправно“ тумачи праве интересе пролетаријата, него их, такорећи, ствара и имплантира у конфликтну друштвену стварност.

## Лењин као филозоф
Међу духовним струјањима на прелазу из 19. у 20. век, а која су изазвала одјек у руској — највише бољшевичкој — средини, важан је био емприокритицизам аустријских филозофа и физичара Рихарда Авенариуса и, у нешто модификованом облику, Ернеста Маха. Док је овај други важнији у историји науке као теоријски утицај на Алберта Ајнштајна и неке друге физичаре, Авенариус је снажније (и краткотрајније) обележио руску духовну културу на почетку 20. века. Основни поглед на свет обојице филозофа био је сцијентизам, радикални антиметафизички став и одбојност према тада снажном неокантизму који се концентрисао око анализе међуигре односа појмова људског искуства као скупа психичких садржаја и „стварног“ супстрата емпиријске стварности. Емпириокритицизам је одбацивао тај поларитет као псеудопроблем. Међутим, због више чинилаца, међу којима су незанемарљиви били противречности и двосмислености у формулацијама оснивача емпириокритицизма, у руској верзији емпириокритицизам је попримио необичне облике. Његови главни протагонисти су били Александар Богданов и Анатолиј Луначарски, обојица истакнути бољшевички функционери. Богданов (који је био један од неколицине најважнијих бољшевика) је између 1904. и 1906. објавио веома опсежну књигу Емпириомонизам, док је Луначарски 1908. учествовао у пројекту „богоградитељства“ — есенцијално радикално хуманистичког покрета с примесама ничеанства. У руској емиграцији, осуђеној на политичку парализу после пораза револуције 1905, дошло је до разних еклектичких идеолошких струјања и бујања списатељске делатности која је намеравала да употпуни филозофску страну марксизма — заправо, познате текстове Фридриха Енгелса — тада популарним и трендовским мисаоним покретима и идејама. Лењин је жестоко реаговао на такве покушаје, а резултат је била његова књига Материјализам и емпириокритицизам 1909. године. Он, који није имао правих интереса ни времена за филозофска питања, прихватио се читања стручне литературе и писања полемичке књиге углавном из два разлога: главни тренд бољшевичке идеологије је била растућа идејна униформност која није допуштала никакво кокетирање с религијом нити провокативним, потенцијално склиским спекулацијама; међутим, још је важније било поимање марксизма као свеобухватног и самодовољног погледа на свет, коме на друштвеним, филозофским, економским и политичким пољима нису потребне никакве допуне ни „усавршавања“. Лењин је напао руске емпириокритичаре и њихове немачко-аустријске претходнике као протагонисте опскурантизма и идеолошке колаборационисте с буржоазијом; поставио је принцип „партијности у филозофији“ (тј., тражио је монолитност у погледу на свет и тврдио да су филозофска пропитивања знак идејно-политичке непоузданости и компромисерства); поделио је целу западну филозофију на материјализам и идеализам — материјалисте је прогласио друштвено напреднима, а идеалисте назаднима. Уз то је ишло мноштво других поједностављења, показатеља пишчеве незаинтересираности за филозофску проблематику као такву. Материјализам и емпириокритицизам је, судећи по еминентно стручним критеријумима, безвредно аматерско дело. Међутим, оно је у историји не само филозофије, него духовне културе уопште, веома важан текст. У совјетској држави је та књига имала канонски статус коначног филозофскога израза у историји, с далеко злокобнијим наследником у легендарном Кратком курсу СКП-Б (колективном делу насталом под Стаљиновим надзором). Сам Лењин није марио за судбину свог филозофског обрачуна: будући да је емпириокритицизам нестао још пре почетка Првог светскога рата, Богданов напустио политику, а Луначарски се вратио у окриље ортодоксије — за Лењина је цела заврзлама, чим више није имала политичке реперкусије, престала да буде интересантна. Додуше, током 1914—1915, у раздобљу смањеног политичког маневарског простора, Лењин се прихватио читања Хегела и записивао маргиналије уз његову Логику. Те забелешке су касније објављене под насловом Филозофске свеске. У Свескама се не ради о разрађеној филозофској доктрини, већ је у низу интригантних афористичких запажања и коментара Лењин ревидирао велики део својих грубих и поједностављених ставова из претходног раздобља; то делимично сведочи и о својеврсној фасцинацији хегеловском дијалектиком. Међутим, иако је у Совјетском Савезу та књига имала извесну улогу у раздобљу после Лењинове смрти, није могла да поништи разорни утицај Материјализма и емпириокритицизма који је добио статус суме филозофије.

## Први светски рат и запечаћени воз
Избијање Првог светског рата довело је до краха многих илузија о анационалности пролетаријата, што је била једна од главних Марксових идеја и социјалдемократских догми. Стварност је показала не само да радници имају домовину, него да је штавише радништво индустријализованих земаља најделотворнија војна групација у војскама зараћених земаља. Међутим, Лењин је одбио да се окрене руским интересима, као што је учинила већина социјалиста (нпр. Плеханов). Водио је политику тзв. „револуционарног дефетизма“ или чекања повољне ситуације да се ратни занос истроши у ратном замору, што би по њему могло бити погодан тренутак за револуцију. Прекинуо је везе с вођама Друге интернационале и покушао да окупи социјалисте-интернационалисте на конференцијама у швајцарским градовима Цимервалду 1915. и Кинтхалу 1916. године. Током рата Лењин је написао и један од својих најважнијих текстова, Империјализам као највиши стадијум капитализма, 1917. У тој студији, утемељеној на великом делу немачког економисте и политичара Рудолфа Хилфердинга, Лењин истиче улогу монополизације и глобализације финансијског капитала и поставља стратегију револуционарне борбе у за марксисте новонасталим околностима: уместо стандардног ослонца на пролетаријат развијених земаља, руски марксиста је указао на то да је комунистичка револуција вероватнија у делимично пролетеризованим земљама у којима је експлоатација изузетно жестока, и да се револуција мора темељити на вези пролетаријата и сељаштва и искористити експлозивну смесу низа противречности, од националних до социјалних: сам је пролетаријат, посебно западних индустријализованих земаља, иако и даље (бар у теорији) главна нада марксистичких правоверника, у Лењиновој визури био неспособан и за почетак револуције и за њену победу. Лењин је велики део времена до руске револуције фебруара 1917. провео у идеолошким надметањима, а каткад и сарадњи у појединим питањима са старим политичким познаницима, мењшевицима. У самој царској Русији су низ пораза у рату, велики губици у људству, привредна криза и осиромашење, пад ауторитета владајућих класа и општи колапс система довели до масовних штрајкова (9. марта преко 200.000 штрајкача у Петрограду) и стварања радничких већа („совјета“) у марту 1917. (или у фебруару по старом, јулијанском календару). Цар Николај II абдицирао је 15. марта и образована је влада кнеза Георгија Лавова под главним утицајем либералне странке, кадета (конституционалне демократе). У земљи су владали нестабилност, политичка радикализација и превирање, јер су различите друштвене, националне и политичке струје коначно дошле до слободе изражавања.
Лењин је дошао у Петроград у специјалном возу. Наиме, немачке власти су желеле да избаце Русију из рата, а било им је добро познато да се Лењин, као и његове присталице, бори за излазак из рата. Ту су немачке империјалне власти имале свој интерес у окончању рата на истоку, да би пребацили снаге на западно бојиште. Лењин је знао за њихове калкулације и искористио их: успео је да договори да заједно са неколико десетина присталица (међу њима су били и будући бољшевички прваци Григориј Зиновјев и Карл Радек) добије финансијску помоћ Немачке и обезбеђен пролаз екстратериторијалног воза, посебне композиције која се, пошавши из Швајцарске, смела зауставити у Немачкој само због набавке намирница — воз су пратила два немачка официра и неколико војника. Стигли су на Финску станицу у Петрограду за мање од два дана. Као што је написао аустријски романописац и биограф Стефан Цвајг: „Милиони убилачке танади испаљени су у светском рату... Али ниједан метак није био далекометнији и није одлучније деловао на судбину новије историје него тај воз који је набијен најодлучнијим револуционарима века, у том часу јурнуо од швајцарске границе преко читаве Немачке да би стигао у Петроград и онде разбио поредак времена.“

## Комунистички пуч, револуција и грађански рат
Лењин је 17. априла, дан након доласка у Русију, возом пуним злата које махом било обезбеђено од стране банкарске породице Шиф (једном приликом се и сам Јакоб Шиф, глава богате династије хвалио на самрти како је финансирао пад Руске империје) и од стране скандинавских политичких партија пре свега Шведске, као и другова комуниста из Швајцарске пред водећим партијским службеницима прочитао реферат познат под називом Априлске тезе. Основне теме тог славног политичког програма су следеће: одбијање подршке привременој влади, тражење да Русија изађе из рата, пројекат власти совјета и уништења парламентаризма, укидање војске и полиције, обнова Интернационале, промена назива Социјалдемократске партије у комунистичку, конфискација земље велепоседника. Осим видно утопијских делова, тај програм је углавном погодио жељу већине народа — посебно у две тачке: излазак из рата и подела земље. Већина мењшевика (а и бољшевика) се противила већини теза које је интерпретирала као Лењинов радикализам, волунтаризам и авантуризам. Међутим, у јулу је Лењин повукао позив за совјетском влашћу: у совјетима су мењшевици и есери имали премоћ, па би власт совјета била, есенцијално, небољшевичка. Касније су комунисти тврдили да су у совјетима имали „дубинску већину“ — што је, орвеловским језиком, признање да су били у мањини. У јулу долази, под маском демонстрација, до првог неуспелог бољшевичког пуча. Под претњом хапшења, Лењин је побегао из Петрограда и скривао се на селу, емигрирао у Финску, водио Партију из илегале и написао један од својих најпознатијих текстова: Држава и револуција, утопијски анархоидни спис у којем оцртава државу будућности којом непосредно управљају масе и наоружани народ — у снажној супротности са свим што је написао о тој теми и пре и после (сам је Лењин убрзо одбацио Државу и револуцију као посебно анархо-синдикалистичко застрањење). Влада либерала Александра Керенскога, неспособна да донесе одлуку о изласку из рата и изложена притисцима левих и десних, царистичких радикала, тонула је у хаос заједно с целом земљом, чему је допринео и неуспели пуч царистичког генерала Корнилова. Октобра 1917, Лењин је проценио да је дозрело време за одлучујући удар: бољшевици су имали већину у совјетима (посебно у најважнијем, Петроградском), њихов утицај у морнарици и војсци је растао тако да су имали ефективну контролу над значајним делом оружане силе; насупрот томе, либерална, мењшевичка и есерска опција су слабиле у вртлогу дезоријентације и неодлучности. Под Лењиновим вођством бољшевици су 25. октобра по старом, јулијанском календару (7. новембра по новом, грегоријанском) извели пуч у Петрограду и преузели власт уз минималне жртве. Нешто снажнији отпор није спречио да и Москва дође под комунистичку контролу 15. новембра. Релативно лак начин преузимања власти као да је потврдио Лењинова предвиђања о томе како се „власт котрља улицама, само је треба узети“. Други сверуски конгрес совјета сазван је 8. октобра 1917. Бољшевици, који су управљали радом конгреса и одређивали његов ток, установили су Совјет народних комесара као врховно државно тело, а Лењин је именован за председника Совјета, поставши тако поглавар нове државе у настајању. Први Лењинови потези били су предлози о тромесечном примирју с Немачком и укидању приватног власништва над земљом. Оба су усвојена, и бољшевици су почели национализацију и преговоре с царском Немачком. Лењин је исто тако устао против тајне дипломатије и објавио многе тајне споразуме који су склопили западни савезници као што су Лондонски или Сајкс-Пикотов споразум. Међутим, распад руске војске, продор Немаца, и окупљање противкомунистичких снага увукли су их у вртлог грађанског рата који су, немалим делом, и сами изазвали узурпацијом власти. Лењин је наумио да склопи мир с Немцима по сваку цену: био му је потребан маневарски простор како би консолидовао бољшевичку власт, док су национални и интернационално-револуционарни интереси морали да буду, привремено, стављени у други план. Томе се жестоко противила већина у комунистичком вођству (Бухарин, Троцки, Зиновјев..), који су у томе видели како издају руских националних, тако и међународних пролетерских интереса. Ипак, низ војних пораза је показао да је Лењин био у праву: совјетски је вођа на крају успео да сломи отпор већине у партији и присили их на, за Русе, понижавајући мир у Брест-Литовску 3. марта 1918, по којем је Немачкој уступљена контрола над Финском, Пољском, Украјином и балтичким земљама — Летонијом, Литванијом и Естонијом. Немачка војна сила је стала, а Лењин се усредсредио на учвршћење бољшевичке власти у Русији. Сам Брест-Литовски споразум је постао безвредан након пораза царске Немачке у Првом светском рату новембра 1918.
У самој земљи се сукоб захуктавао. Лењин је већ у новембру 1917. сазвао изборе за Законодавну скупштину на којима су бољшевици добили тек 25% гласова. То су били у дотадашњој руској историји једини непосредни, општи и регуларни избори, и то у тренутку када су бољшевици били на врхунцу популарности, која још није била тоталитаристички контролисана. Ипак, будући да та слика стварности, а поготово последице које би морале следити да се поштовала демократска пракса, нису одговарали комунистима, наоружани морнари у бољшевичкој служби су растерали скупштину и тако окончали руску парламентарну демократију. То је савршено одговарало Лењиновим идејама, формулисаним бар деценију раније, о томе како партија боље од народа зна шта су „прави“ народни интереси — независно од тога какав је став народа, и свиђало му се то или не. Ипак, то не значи да су бољшевици имали политички артикулисану већину против себе. Политичке анализе показују да су, вероватно, током 1917. и у следећим годинама, имали подршку активне и политички агресивне, релативно бројне мањине, па су ту подршку максимално искористили у сламању отпора атомизованих противника на целом спектру, од царистичких генерала до левичарских анархиста и умеренијих социјалиста. Такође, Лењинове представе о природи власти мењале су се током рата и револуције: од почетне замисли о савезу сељаштва и радништва, преко пребацивања тежишта на радништво, обележеног алузијама на подређивање сељаштва индустријском радништву („диктатура пролетаријата“), до фокуса на Партију као једину поуздану политичку силу независну и од радника и од сељака. И на плану стратегије интернационалне револуционарне борбе пракса је донела отрежњење: првобитно су главне наде полагане у избијање комунистичких револуција у западној Европи (посебно Немачкој), међутим, слом неколико покушаја комунистичких пучева (Мађарска, Немачка), и пораз у инвазији на Пољску, присилио је бољшевике да се концентришу на ситуацију у сопственој земљи. Природа власти је била јасна: у децембру 1917, Лењин је потписао декрет о успостављању Чеке („Чрезвичајнаја комиссија“ — Ванредна комисија), политичке полиције изузетно широких овлашћења која је постала главни инструмент терора над стварним и замишљеним противницима. У депортацијама у концлогоре, стрељањима талаца и одмаздама, реквизицијама и слично страдали су припадници свих слојева руског друштва: аристократе, интелигенција, радништво, сељаштво. По различитим проценама Чека је погубила од 100.000 до 250.000 људи.
Грађански рат се размахао од 1918. и у том хаотичном сукобу су се издвојиле две снаге: „Црвени“ или бољшевици и „Бели“, хетерогеног састава у којем су доминирали царистички руски националисти, али су учествовали и социјалистички антибољшевички револуционари. „Црвени“ су били организовани у „Црвену армију“, идеологизовану комунистичку војску успостављену јануара 1918. године. Разједињеност и релативно слаба подршка интервенциониста из редова сила победничке Антанте довеле су до пораза „Белих“ до 1920. Током тог раздобља, као и непосредно после, дошло је до великих разарања и жртава: масовна смрт од глади, страдање у биткама и репресалијама, терор и противтерор однели су око 9 милиона живота. Међу познатијим посебним догађајима истичу се погубљење целе руске царске породице јула 1918. (мотив је била жеља бољшевика да обезглаве „беле“ противнике — смакнуће династије учинило је борбу за поновну успоставу династије бесмисленом) и атентат на Лењина 30. августа 1918. године. Лењина је гађала Дора Каплан, припадница странке Социјалиста-револуционара. Атентаторка је смакнута практично одмах следећег дана унутар зидина Кремља; Лењин, погођен са два метка у главу, се опоравио након операције, али се сматра да је то рањавање убрзало његово телесно пропадање и допринело појави парализе.
Неколико појава је снажно обележило слом грађанског друштва и успостављање све снажнијег тоталитарног комунистичког режима: иронијом судбине, Лењин, који је на власт дошао обећавајући мир, излазак из рата и престанак крварења, био је узрок (или најважнији између више узрока) далеко већег проливања крви и несразмерно снажнијих патњи — број смрти у периоду његове власти вишеструко је премашио губитке царске Русије у Првом светском рату; бољшевици су увели тзв. „ратни комунизам“ или насилни идеологизовани економски систем који се сводио на терористичку реквизицију жита и хране, организацију социјалистичке привреде као потпуно централизованог система без тржишта и размене добара — тај „експеримент“ је довео до великих глади (од 3 до 5 милиона мртвих), насиља у експлоатацији сељаштва и колапса друштва који би вероватно одувао и бољшевике с власти да Лењин није успео у пролеће 1921. да направи заокрет и уведе тзв. „НЕП“ или Нову економску политику, која је допустила ограничену размену добара и довела до каквог-таквог опоравка земље: представљала је и признање пораза социјалистичке привреде, која је у свом радикалном облику отерала у смрт милионе људи; из земље је побегло и протерано око 2 милиона људи, од аутентичних противника бољшевичкога режима до имагинарних сумњиваца; комунисти су окупирали неруске земље у којима су на власти биле небољшевичке странке и снаге (Грузију, Украјину...) оправдавајући то потребама „пролетерске револуције“ — иако се њихова власт у погледу националног питања није, почетком 1920-их, могла редуковати на пуки продужетак царског угњетавања, није спорно да је тоталитарни карактер бољшевичке власти занемарио право нација на самоопредељење — у држави у којој није било слобода за појединце или политичке странке илузорно је било говорити о истинским националним слободама; главна карактеристика нове државе била је идеолошка тоталитарна власт комунистичке партије (бољшевика) која се представљала као „диктатура пролетаријата“ — али, експлозија која је разорила стари поредак створила је у многим појединцима, најзад у круговима уметничке авангарде, скоро миленаристички занос који се неретко исказивао у фантазијама о изградњи потпуно новог друштва и агресивној промоцији свих облика културе који су имали неодређено „авангардну“ и „револуционарну“ ауру.

## Совјетска држава и Коминтерна
Совјетска држава је била новост на политичкој карти света: идеолошка диктатура темељена на Лењиновој интерпретацији Марксових поставки о друштвеном систему. Будући да су, у прошлости, сви покушаји програматског успостављања битно другачијег социјалног поретка од већ постојећих, или пропали или били географски врло ограничени или краткотрајни — совјетска држава, као победничка утопија, није имала правог претходника у историји. Упркос позивању на баштину пређашњих револуционарних покрета, од античког Спартаковог до Француске револуције и Париске комуне, сличност је била привидна: први пут у забележеној историји човечанства леви радикали су победили и одржали власт.
Лењин и бољшевици су предузели низ мера за учвршћење власти, од којих је део био прагматичне природе, а немали број је потицао из идеолошког оквира комунистичког погледа на свет. У Русији, бољшевичка партија је преименована у комунистичку, под именом „Руска комунистичка партија (Бољшевика)“, што је недуго потом резултовало оштром терминолошком диференцијацијом између лењинистичких „комуниста“ и осталих левих странака марксистичке оријентације. Године 1919, основана је Коминтерна, што је скраћеница за Комунистичку Интернационалу која је требало да замени, у очима комуниста, дискредитовану Другу интернационалу. По виђењу бољшевика, комунистичка револуција је требало да се прошири и победи у индустријализованим земљама западне Европе, а Коминтерна је била успостављена као база револуције.